# Ocupación francesa de Malta
La ocupación francesa de Malta duró desde 1798 hasta 1800. Se estableció cuando la Orden de San Juan se rindió a Napoleón Bonaparte tras el desembarco francés en junio de 1798. En Malta, los franceses establecieron una tradición constitucional en la historia maltesa (como parte de la República Francesa), garantizaron educación gratuita para todos, y teóricamente establecieron la libertad de prensa, aunque solo el periódico pro-francés Journal de Malte fue publicado durante la ocupación.
Los franceses abolieron la nobleza, la esclavitud, el sistema feudal y la inquisición. El único recordatorio arquitectónico que queda de la ocupación francesa es probablemente la desfiguración de la mayoría de los escudos de armas en las fachadas de los edificios de los caballeros. Los malteses pronto se rebelaron contra los franceses y expulsaron a la guarnición francesa hacia La Valleta y las fortificaciones del Gran Puerto, donde fueron sitiados durante más de dos años. Los franceses rindieron Malta cuando sus suministros de alimentos estaban a punto de agotarse.

## Invasión francesa de Malta
El 19 de mayo de 1798, una flota francesa zarpó de Toulon, escoltando una fuerza expedicionaria de más de 30.000 hombres al mando del general Napoleón Bonaparte . La fuerza estaba destinada a Egipto, ya que Bonaparte buscaba expandir la influencia francesa en Asia y obligar a Gran Bretaña a hacer la paz en las Guerras Revolucionarias Francesas, que habían comenzado en 1792. Navegando hacia el sureste, el convoy recogió transportes adicionales de puertos italianos y a las 05:30 del 9 de junio llegó a La Valeta . En esa época, Malta y sus islas vecinas estaban gobernadas por la Orden de San Juan, una antigua e influyente orden feudal a la que Federico Barbarroja, del Sacro Imperio Romano Germánico, había prometido su protección. La Orden se vio debilitada por la pérdida de la mayor parte de sus ingresos durante la Revolución Francesa . Sin embargo, el Gran Maestre Ferdinand von Hompesch zu Bolheim rechazó la exigencia de Bonaparte de que se permitiera a todo su convoy entrar al Gran Puerto y cargar suministros, insistiendo en que la neutralidad de Malta significaba que sólo dos barcos podían entrar a la vez.

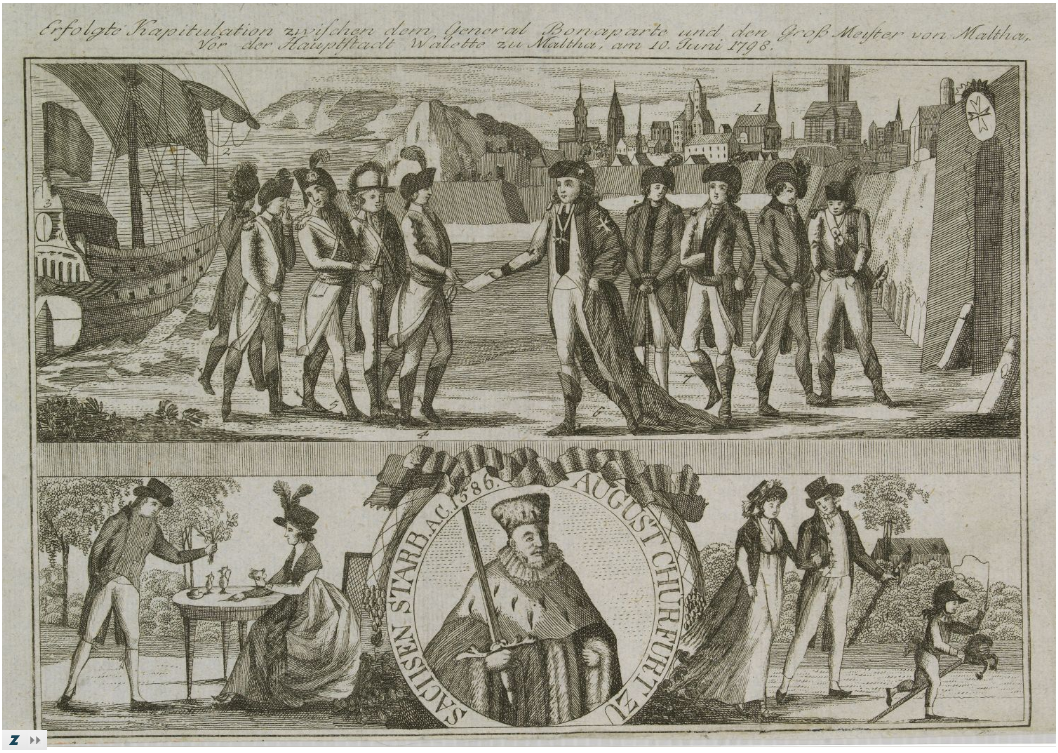
Capitulación de Malta ante el general Bonaparte

Al recibir esta respuesta, Bonaparte ordenó inmediatamente a su flota bombardear La Valletta y, el 11 de junio, el general Louis Baraguey d'Hilliers dirigió una operación anfibia en la que varios miles de soldados desembarcaron en siete puntos estratégicos alrededor de la isla. Muchos de los caballeros franceses desertaron de la orden (aunque algunos lucharon valientemente por ella) y los caballeros restantes no lograron oponer una resistencia significativa. Aproximadamente 2.000 milicianos nativos malteses resistieron durante 24 horas, retirándose a La Valeta una vez que la ciudad de Mdina cayó en manos del general Claude-Henri Belgrand de Vaubois . Aunque La Valleta era lo suficientemente fuerte como para resistir un largo asedio, Bonaparte negoció una rendición con Hompesch, quien aceptó entregar Malta y todos sus recursos a los franceses a cambio de propiedades y pensiones en Francia para él y sus caballeros. Bonaparte estableció entonces una guarnición francesa en las islas, dejando 4.000 hombres bajo el mando de Vaubois mientras él y el resto de la fuerza expedicionaria navegaban hacia el este, rumbo a Alejandría el 19 de junio.

## Reformas

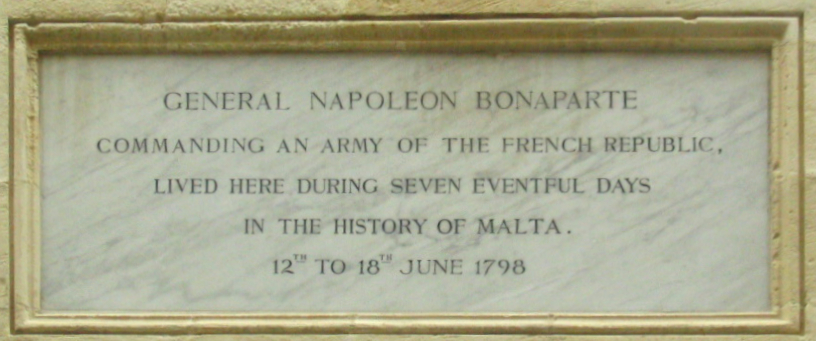
Placa en el Palazzo Parisio que hace referencia a la estancia de Napoleón allí.

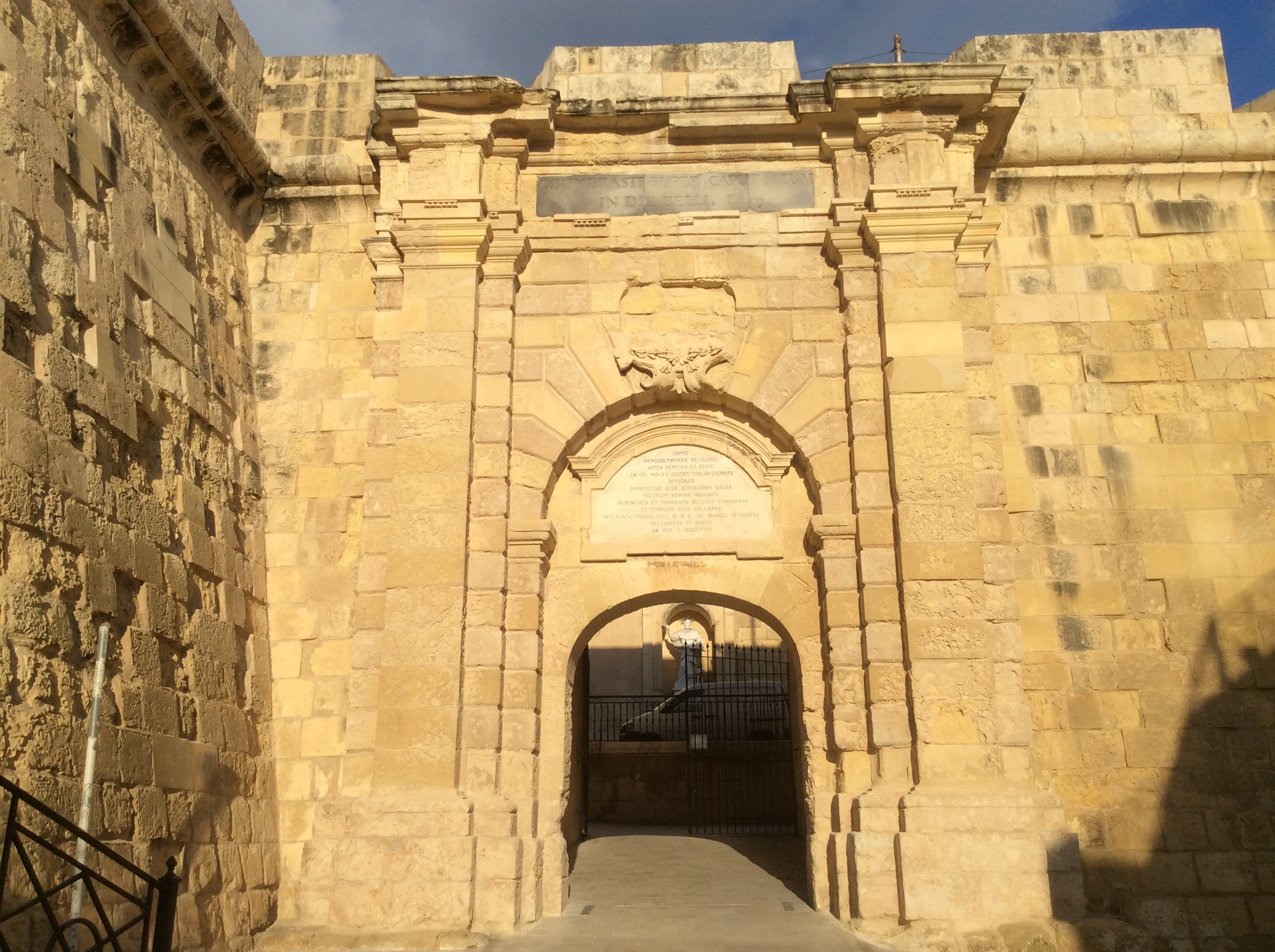
La Puerta Principal de Birgu, cuyos escudos de armas fueron desfigurados durante la ocupación francesa.

Durante la corta estancia de Napoleón en Malta, se alojó en el Palazzo Parisio en La Valletta (actualmente utilizado como Ministerio de Asuntos Exteriores ). Implementó una serie de reformas que se basaron en los principios de la Revolución Francesa. Estas reformas podrían dividirse en cuatro categorías principales:

### Sociales
Al pueblo de Malta se le concedió la igualdad ante la ley y se le consideró ciudadano francés. La nobleza maltesa fue abolida y los esclavos fueron liberados. Napoleón decidió establecer un gobierno gobernado por cinco malteses que gobernarían Malta. Se concedió la libertad de expresión y de prensa, aunque el único periódico era el Journal de Malte, publicado por el gobierno. Los presos políticos, entre ellos Mikiel Anton Vassalli y aquellos que tomaron parte en el Levantamiento de los Sacerdotes, fueron liberados, mientras que a la población judía se le dio permiso para construir una sinagoga. 

### Administrativas
Todos los bienes de la Orden fueron entregados al Gobierno francés. Se creó una Comisión de Gobierno para gobernar las islas, y estaba integrada por las siguientes personas: 
| Oficina                         | Titular del cargo                                                         |
| ------------------------------- | ------------------------------------------------------------------------- |
| Commission de gouvernement      |                                                                           |
| Gobernador militar              | Claude-Henri Belgrand de Vaubois                                          |
| Notario                         | Michel-Louis-Étienne Regnaud                                              |
| Presidente de la Comisión Civil | Jean de Bosredon de Ransijat                                              |
| Secretario del Comisionado      | Coretterie                                                                |
| Miembro                         | Don Francesco Saverio Caruana (Canónigo de la Catedral de Mdina )         |
| Miembro                         | Barón Jean-François Dorell (jurado de la universidad)                     |
| Miembro                         | Dr. Vincenzo Caruana (secretario del arzobispo y presidente del tribunal) |
| Miembro                         | Cristoforo Frendo (notario)                                               |
| Miembro                         | Benedetto Schembri (magistrado)                                           |
| Miembro                         | Paolo Ciantar (comerciante)                                               |
| Miembro                         | Carlo Astor                                                               |
| Commission des domaines         |                                                                           |
| Miembro                         | Martthieu Poussielgue                                                     |
| Miembro                         | Jean-André Caruson                                                        |
| Miembro                         | Roberto Roussel                                                           |

Además, Malta se dividió en cantones y municipios. Cada una de ellas estaba dirigida por un presidente, un secretario y cuatro miembros: 
También se creó una Guardia Nacional, con 900 hombres.  

### Educativa
Se crearían escuelas primarias en las principales ciudades y pueblos, y se permitiría a 60 estudiantes estudiar en Francia. La Universidad de Malta pasaría a llamarse Politécnica y allí se enseñarían materias científicas. Sin embargo, ninguna de estas reformas se implementó realmente debido a la corta duración del dominio francés. 

### Relaciones Iglesia-Estado
La extensa propiedad de la iglesia en Malta fue expropiada por el Gobierno y a las órdenes religiosas sólo se les permitió mantener un convento cada una. También se abolió la Inquisición y el último inquisidor fue expulsado de las islas. 
Más tarde, las tropas francesas comenzaron a saquear las propiedades de la iglesia, y esta fue una de las principales razones del levantamiento maltés. 

## Levantamiento maltés

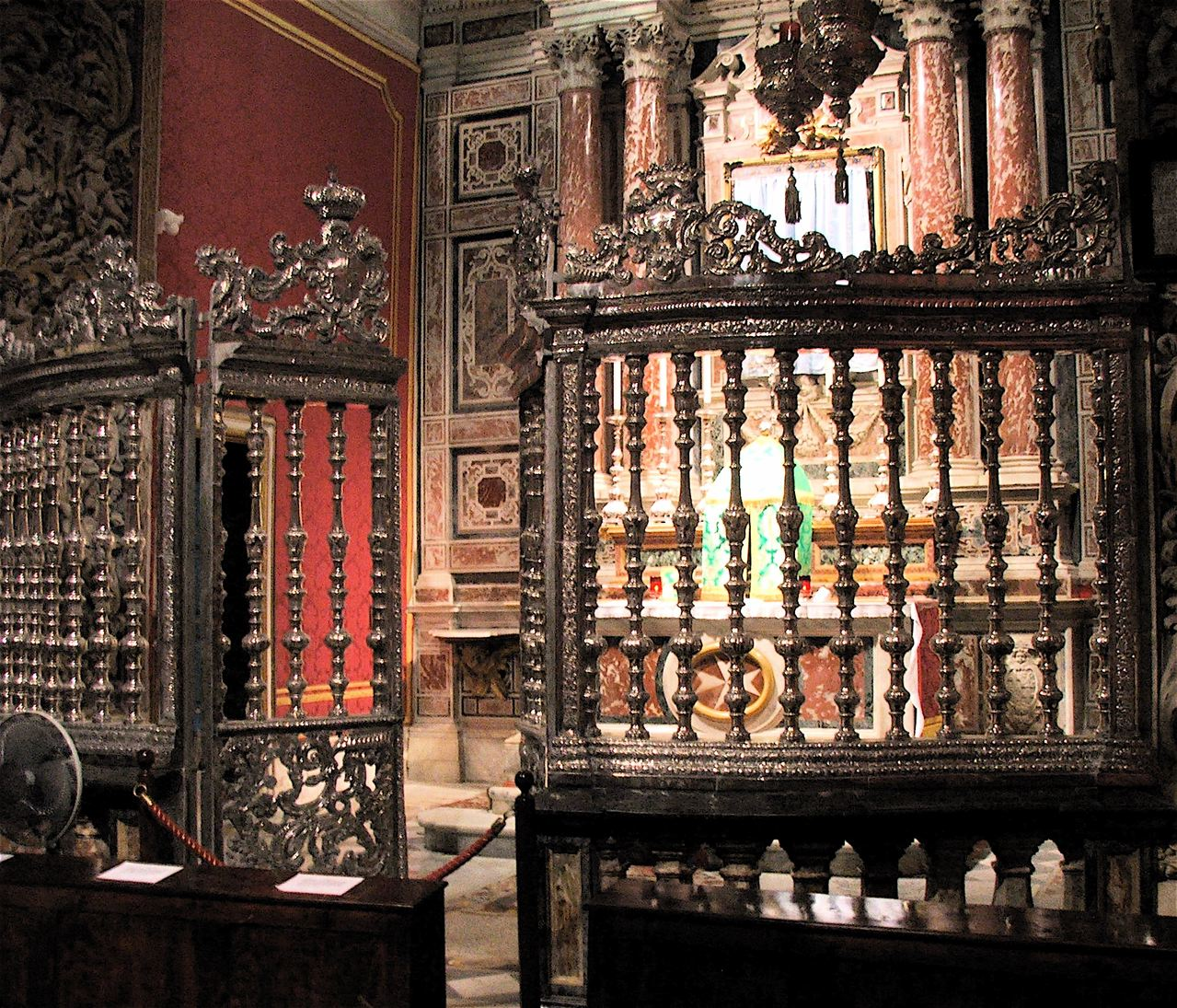
La puerta de plata de la Concatedral de San Juan fue pintada de negro por los malteses para que las tropas francesas no se dieran cuenta de que estaba hecha de plata y la fundieran en lingotes.

Los franceses desmantelaron rápidamente las instituciones de los Caballeros de San Juan, incluida la Iglesia Católica Romana, y el pueblo maltés no estaba contento con esto. Hubo problemas económicos y el gobierno francés ya no pagaba salarios ni pensiones y empezó a tomar oro y plata de los bancos y palacios de la Orden.
Los bienes de la Iglesia fueron saqueados y confiscados para pagar la expedición a Egipto, un acto que generó considerable enojo entre la población maltesa, profundamente religiosa. El 2 de septiembre, esta ira estalló en un levantamiento popular durante una subasta de bienes de la iglesia y, en cuestión de días, miles de irregulares malteses habían expulsado a la guarnición francesa hacia La Valletta y la zona del puerto. La Valletta estaba rodeada por aproximadamente 10.000 soldados malteses irregulares liderados por Emmanuele Vitale y el canónigo Francesco Saverio Caruana, pero la fortaleza era demasiado fuerte para que los irregulares la asaltaran. Los malteses construyeron fortificaciones de asedio alrededor de la zona del puerto para bombardear las posiciones francesas. 
La ayuda de Gran Bretaña llegó más tarde ese mismo año y, en 1799, el capitán Alexander Ball fue nombrado Comisionado Civil de Malta. La guarnición francesa en La Valleta finalmente se rindió a los británicos el 5 de septiembre de 1800, y fue llevada a Toulon a bordo de barcos británicos, convirtiéndose Malta en un protectorado británico .  

### Gozo
El 28 de octubre de 1798, Ball completó con éxito las negociaciones con la guarnición francesa en la pequeña isla de Gozo ; los 217 soldados franceses allí presentes acordaron rendirse sin luchar y transferir la isla a los británicos. Los británicos transfirieron la isla a los lugareños ese día, y fue administrada por el arcipreste Saverio Cassar donde se convirtieron en un estado soberano del reino de las Dos Sicilias y bajo el gobierno de Fernando III de Sicilia . Gozo siguió siendo un estado soberano hasta que los británicos derrocaron a Cassar del poder en 1801. 

## Lectura adicional
Frendo, Henry (December 1998). «The French in Malta 1798 - 1800 : reflections on an insurrection». Cahiers de la Méditerranée (University of Malta) 57 (1): 143-151. ISSN 1773-0201. doi:10.3406/camed.1998.1231.